# Liste de maîtresses de souverains de France
 (décembre 2022).

Madame de Pompadour, célèbre maîtresse de Louis XV. Pastel de Maurice Quentin de La Tour, 1755 (Musée du Louvre).

De la fin du Moyen Âge à la Révolution, il ne fut pas rare que les rois de France, liés par des mariages, entretinssent une ou plusieurs maîtresses royales. Beaucoup d'entre elles, comme Madame de Pompadour, eurent une grande influence à la cour ou sur le roi comme Agnès Sorel sur Charles VII, Diane de Poitiers sur Henri II et Gabrielle d'Estrées sur Henri IV. Louis XIV alla jusqu'à épouser secrètement l'une d'elles, Madame de Maintenon.
Henri IV, Louis XIV et Louis XV sont les rois de France qui se distinguèrent particulièrement quant au nombre et à l'influence de leurs maîtresses. Les empereurs français Napoléon Ier et Napoléon III connurent un grand nombre d'aventures sentimentales.
La liste proposée ici est davantage une liste des aventures royales qu'une liste de maîtresses des rois de France. Les femmes sur lesquelles les rois ont porté leur passion n'ont pas été nommées systématiquement « maîtresses royales ». C'est un titre réservé à de rares occasions. Certaines de ces amourettes sont contestées par les historiens contemporains car seulement référencées par des mémorialistes à la plume acerbe, tel le duc de Saint-Simon ou dans des biographies plus ou moins romancées. Dans la mesure du possible, il en est fait mention dans le texte.

## Liste

### Louis VI le Gros(1081-1137)
- Marie de Breuillet (1080-1119), fille du chevalier Renaud de Breuillet et mère d'Isabelle de France (1105-1175)[1]. La liaison prit fin en 1104.

### Philippe VI de Valois(1293-1350)
- Béatrice de la Berruère (1294-1348), mère de Thomas de La Marche (1317-1361). La liaison prit fin en 1322.

### Charles V le Sage(1338-1380)
- Biette de Cassinel[2] (1340-1380), mère d'Oudard d'Attainville (1360-1415)[3]

### Charles VI le Fol(1368-1422)
- Odette de Champdivers (1384-1424), mère de Marguerite de Valois (1407-1458), liaison de 1405 à 1422

### Charles VII(1403-1461)
Maîtresses d'importance :

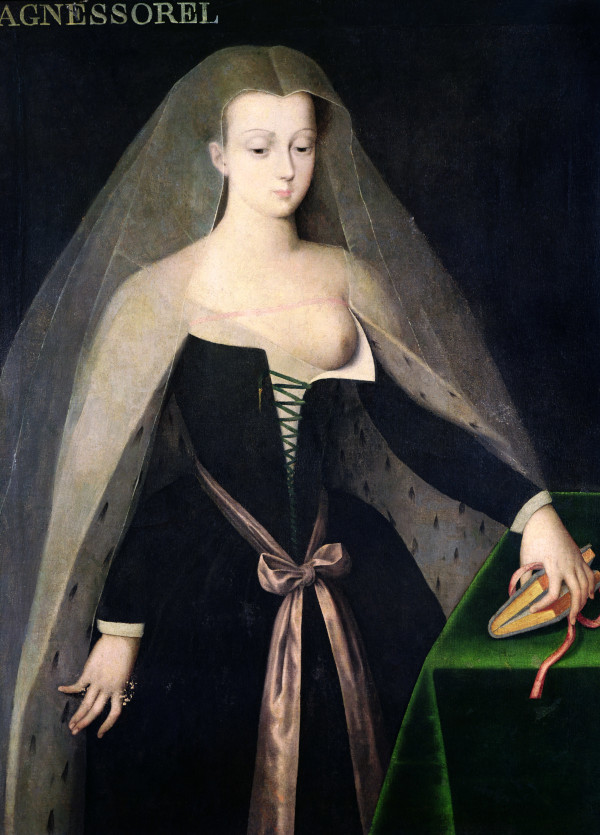
D'après Jean Fouquet : Agnès Sorel.

- Agnès Sorel (1422-1450), favorite de 1443 à 1450, mère de Marie de Valois (1444-1473), Charlotte de Valois (1446-1477) et Jeanne de Valois (1448-1467)
- Antoinette de Maignelais (1434-1474), cousine d'Agnès Sorel, liaison de 1450 à 1461, puis favorite du duc François II de Bretagne de 1461 à 1474

Autres maîtresses :
Les historiens ont répertorié plusieurs autres maîtresses que Charles VII a eues durant ses dernières années de vie,.

### Louis XI(1423-1483)
- Félizé Régnard (1424-1474)
- Marguerite de Sassenage (1424-1471), mère de Marie de Valois (1450-1470)

### FrançoisIer(1494-1547)
Maîtresses d'importance : 
- Françoise de Foix, comtesse de Châteaubriant (1495-1537), favorite de 1519 à 1528
- Anne de Pisseleu, duchesse d'Étampes (1508-1580), favorite de 1528 à 1547

Autres maîtresses : 
- Marie Gaudin (née en 1490 ou en 1495, morte après 1524) dame de La Bourdaisière, ancêtre de Gabrielle d'Estrées
- Jacquette de Lanssac (1490-1532), mère de Louis de Saint-Gelais (1513-1589)
- Mary Boleyn (1499-1543), sœur aînée d'Anne Boleyn, plus tard maîtresse entre 1520 et 1526 d'Henri VIII d'Angleterre, la liaison se situerait entre 1514 et 1519
- Claude de Rohan-Gyé (née entre 1515 et 1520), comtesse de Tonnerre et de Thoury, pour laquelle Chambord aurait été agrandi à partir de 1540
- La Belle Ferronnière, femme d'un ferronnier (marchand d'ouvrages en fer) ou fille d'un bourgeois nommé Ferron.

### Henri II(1519-1559)
Maîtresse présumée :

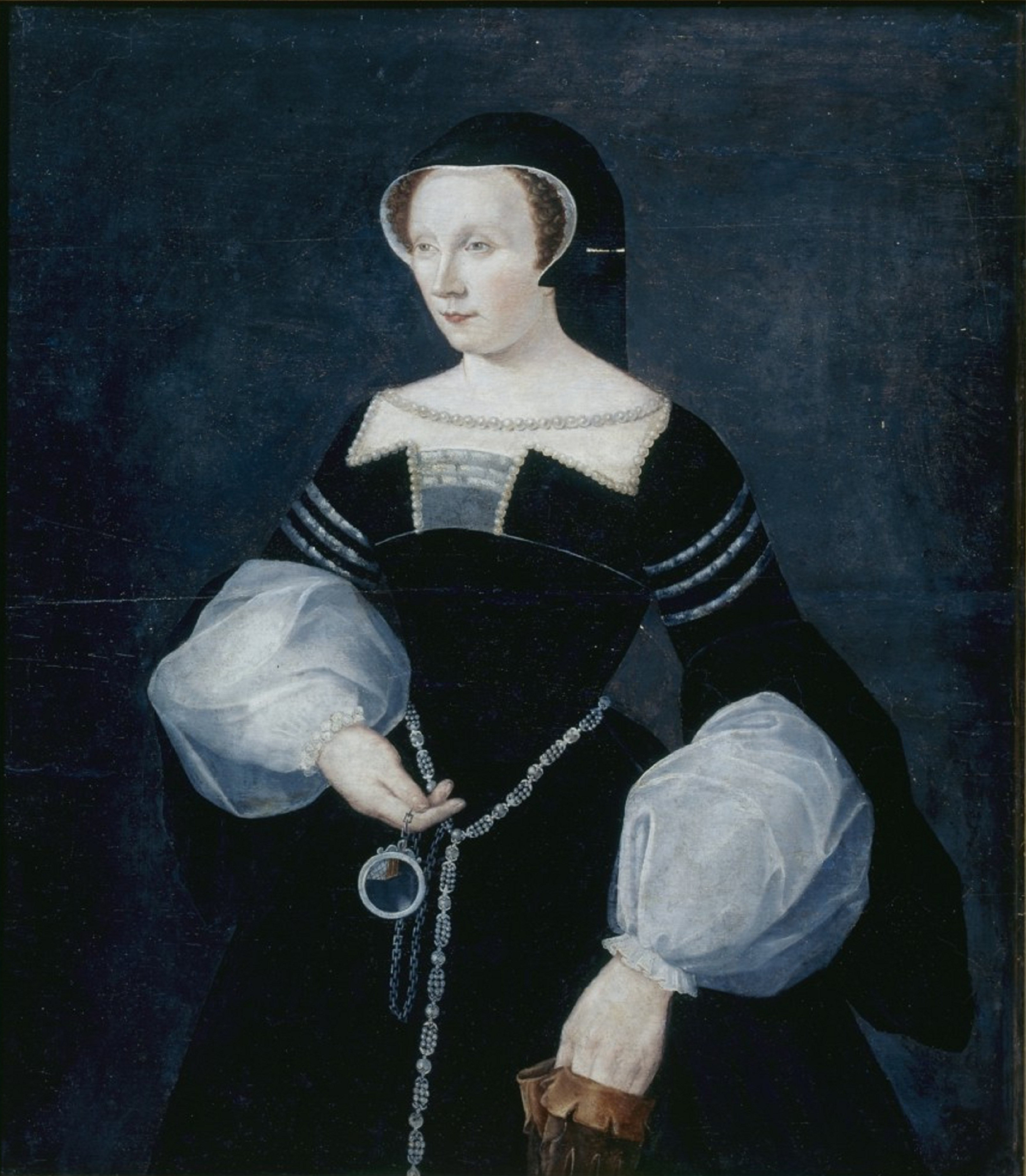
Diane de Poitiers.

- Diane de Poitiers (1499-1566), favorite de 1547 à 1559

Autres maîtresses :
- Filippa Duci (1520-1586), mère de Diane de France (1538-1619), liaison en 1537
- Jane Stuart (1520-1553), mère d'Henri d'Angoulême (1551-1586), la liaison se situerait entre 1548 et 1551
- Nicole de Savigny (1535-1590), mère d'Henri de Saint-Rémi (1557-1621), liaison de 1556 à 1557

### Charles IX(1550-1574)
- Marie Touchet (1549-1638), mère de Charles d'Angoulême (1573-1650), liaison de 1565 à 1574

### Henri III(1551-1589)
- Renée de Rieux de Châteauneuf (1550-1586), liaison de 1569 à 1571
- Marie de Clèves (1553-1574), princesse de Condé (liaison platonique de 1572 à 1574 non confirmée par les historiens)
- Veronica Franco (1546-1591), courtisane vénitienne en 1574 (liaison non confirmée par les historiens)
- Louise de La Béraudière du Rouhet[6] (1530-1586)
- Jeanne de Laval, dame de Senneterre (1549-1586)
- Françoise Babou de La Bourdaisière (1542-1592), mère de Gabrielle d'Estrées

### Henri IV(1553-1610)
Maîtresses d'importance

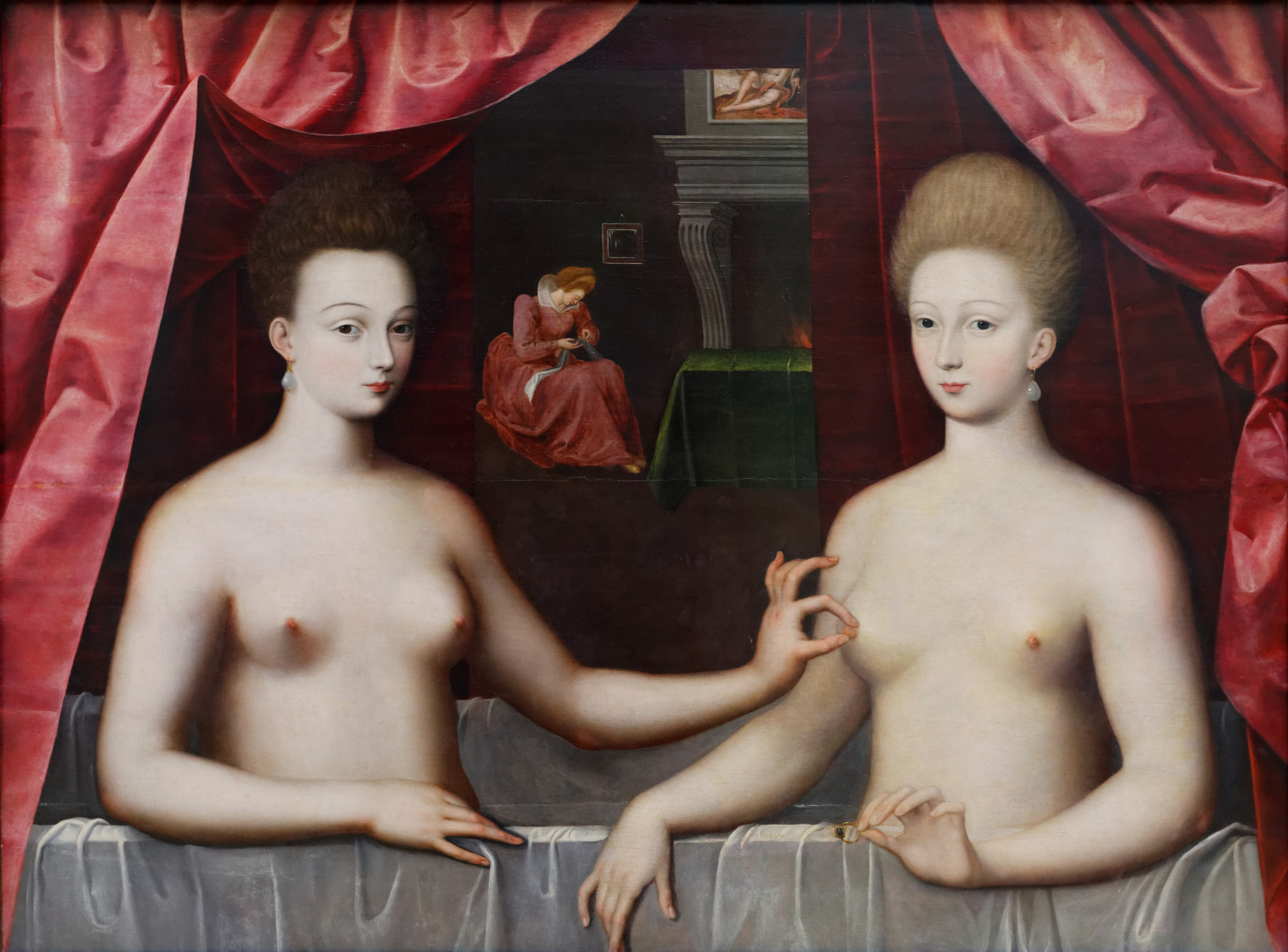
Gabrielle d'Estrées et sa soeur

- Charlotte de Sauve (1551-1617), liaison de 1572[7] à 1577
- Françoise de Montmorency-Fosseux, (1566-1641)  fille d'honneur de la reine Marguerite, liaison de 1579 à 1581
- Diane d'Andoins, dite « la belle Corisande » (1554-1621), liaison de 1582 à 1587
- Gabrielle d'Estrées (1573-1599), favorite de 1591 à 1599, mère de César de Vendôme (1594-1665), de Catherine-Henriette de Bourbon (1596-1663) et d'Alexandre de Vendôme (1598-1629)
- Catherine-Henriette de Balzac d'Entragues (1579-1633), marquise de Verneuil, favorite de 1599 à 1609, mère d'Henri de Bourbon-Verneuil (1601-1682)
- Jacqueline de Bueil (1580-1651), liaison de 1604 à 1608, mère d'Antoine de Bourbon-Bueil (1607-1632)
- Marie-Charlotte de Balzac d’Entragues (1588-1664), liaison de 1605 à 1609
- Charlotte des Essarts (1580-1651), liaison de 1607 à 1609, mère de Jeanne-Baptiste de Bourbon (1608-1670)

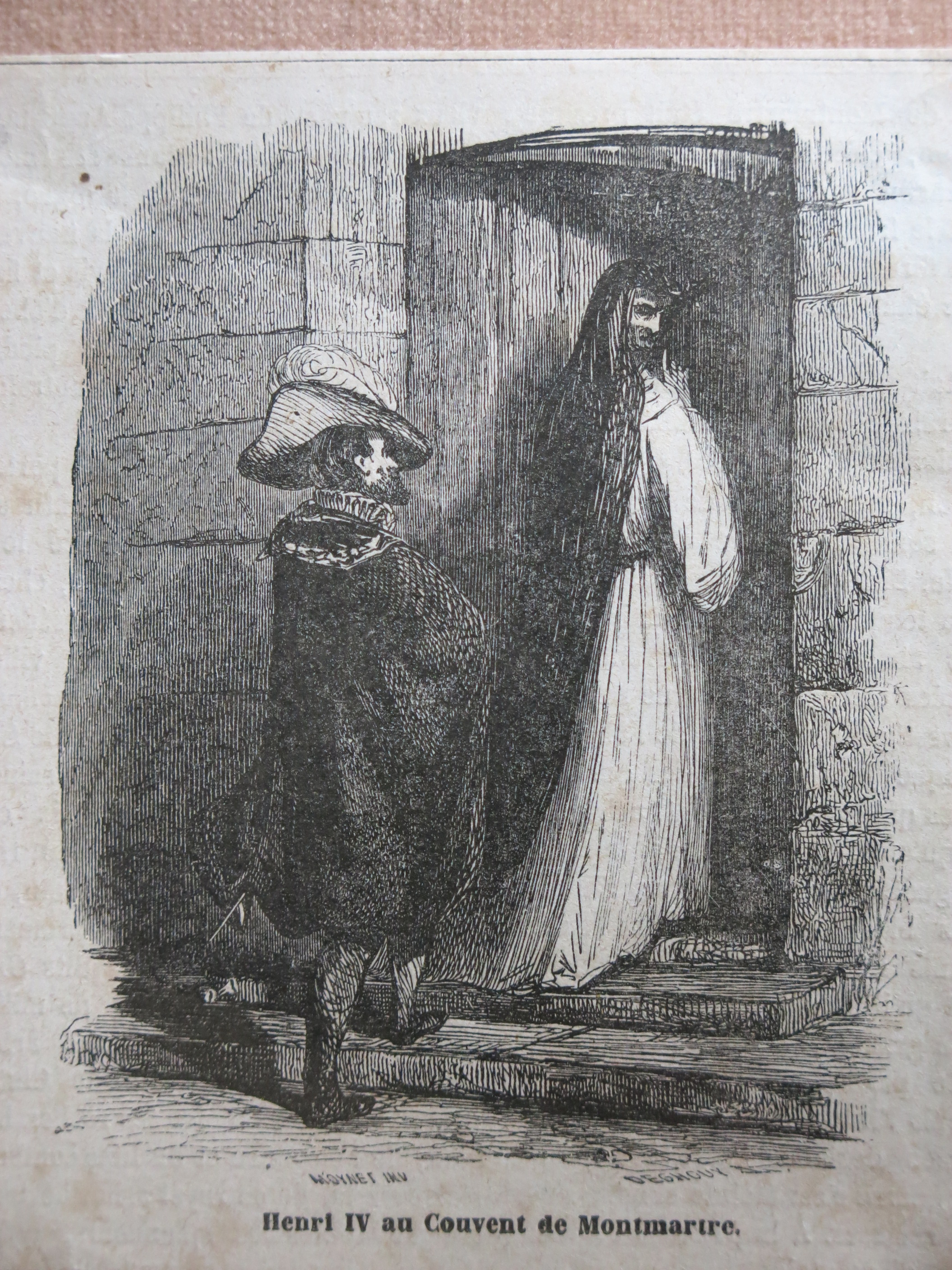
Henri IV entrant au couvent de Montmartre pour rencontrer Claude de Beauvilliers

Autres maîtresses
- Fleurette de Nérac[8] (née vers 1555, morte en 1592), fille d'un jardinier de Nérac, vers 1571-1572
- Bretine de Duras, fille cadette d'un meunier, vers 1573-1574
- Louise de La Béraudière du Rouhet dite « La belle Rouet » (1530-1586), fille d’honneur de Marguerite de France, en 1575
- Louise Borré, fille d’un notaire royal, qui lui aurait donné un fils, Hervé (1576-1643)[9],[10], vers 1575-1576 ?
- Jeanne de Tignonville (1555-1596), de 1577 à 1578
- Victoire d'Ayala, fille d’honneur de Catherine de Médicis, en 1578
- Mlle Rebours, fille d’honneur de Marguerite de France, 1579
- Mlle de Montagu, en 1579
- Mme d’Allous, en 1579
- Aimée Le Grand, en 1579
- Arnaudine, en 1579
- « La garce de Goliath », en 1579
- Catherine de Luc, fille d’un médecin d’Agen, en 1579
- Anne de Cambefort, en 1579
- Esther Imbert, ou Ysambert (1570-1593), rochelaise, elle eut deux fils d’Henri IV, de 1587 à 1588
- Martine, rochelaise, elle eut un enfant d’Henri IV, en 1587
- Claude de Beauvilliers (1573-1626), cousine de Gabrielle d'Estrées, abbesse de l'abbaye de Montmartre, en 1590
- Mme Quelin, épouse d’un conseiller au Parlement, en 1598
- Louise de Budos (1575-1598), duchesse de Montmorency, en 1598
- Isabelle Potier, femme du président de Boinville, de 1598 à 1599
- Mlle Clein, en 1599
- « La Glandée », fille de joie, en 1599
- Françoise d'Estrées (1564-1669), sœur de Gabrielle d’Estrées, en 1599
- Angélique Paulet (1592-1651), c'est en se rendant chez elle avec le duc de Vendôme que le roi s'est fait poignarder par Ravaillac, en 1610

### Louis XIII(1601-1643)
Amours purement platoniques :
- Marie de Hautefort (1616-1691), de 1630 à 1635 puis de 1637 à 1639
- Louise de La Fayette (1616-1665), de 1635 à 1637

### Louis XIV(1638-1715)
Maîtresses d'importance : 

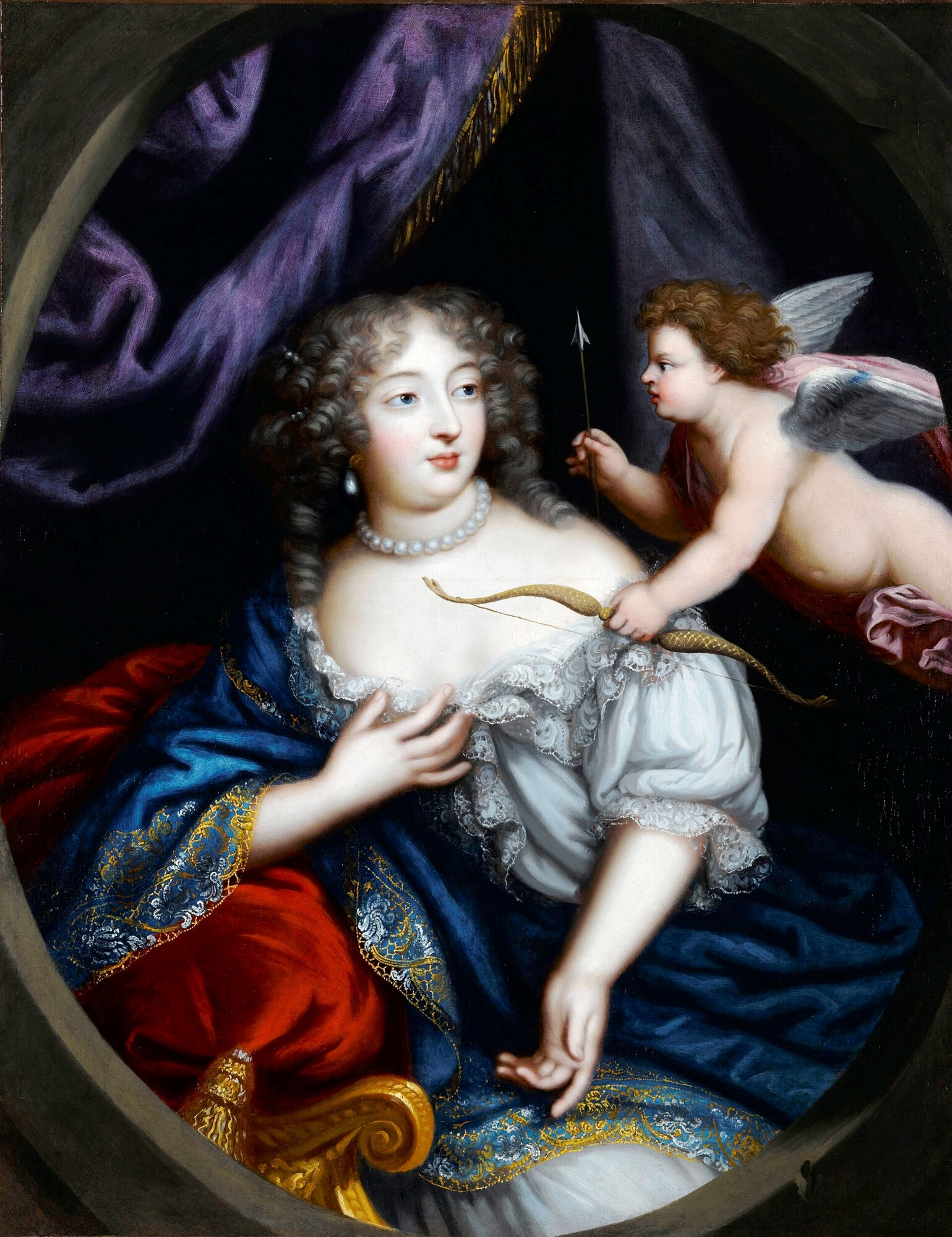
Madame de Montespan

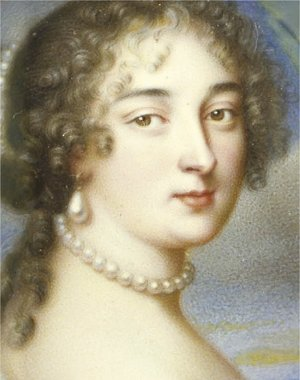
Madame de Maintenon

- Marie Mancini, princesse Colonna (1639-1715),  amour platonique de 1658 à 1659
- Louise Françoise de La Baume Le Blanc, duchesse de La Vallière et de Vaujours (1644-1710), mère de Marie-Anne de Bourbon (1666-1739) et de Louis de Bourbon (1667-1683), favorite de 1661 à 1667
- Françoise Athénaïs de Rochechouart de Mortemart (1640-1707) dite Mlle de Tonnay-Charente, puis marquise de Montespan, mère de Louis-Auguste de Bourbon (1670-1736), de Louise-Françoise de Bourbon (1673-1743), de Françoise-Marie de Bourbon (1677-1749) et de Louis-Alexandre de Bourbon (1678-1737), favorite de 1668 à 1681
- Françoise d'Aubigné, veuve Scarron, marquise de Maintenon (1635-1719), qui fut la gouvernante des enfants légitimés de Louis XIV et de Madame de Montespan. Elle devint l'épouse secrète du roi en 1683.

Autres maîtresses : 
- Catherine Bellier (1617-1689), baronne de Beauvais, dite "Cathau la Borgnesse", de 1652 à 1654
- Olympe Mancini, comtesse de Soissons (1637-1708), de 1654 à 1657
- Anne-Madeleine de Conty d'Argencourt (1637-1718), en 1658
- Henriette d'Angleterre (1644-1670), dans les années 1660, liaison non prouvée par les historiens, probablement platonique
- Catherine-Charlotte de Gramont, princesse de Monaco (1639-1678), en 1665
- Bonne de Pons, marquise d'Heudicourt (1641-1709), en 1665
- Anne de Rohan-Chabot, princesse de Soubise (1641-1709), de 1669 à 1675
- Isabelle de Ludres (1647-1726), de 1675 à 1678
- Claude de Vin des Œillets (1637-1687), mère de Louise de Maisonblanche (1676-1718)
- Marie Angélique de Scorailles, duchesse de Fontanges (1661-1681), de 1679 à 1681

### Louis XV(1710-1774)
Maîtresses d'importance : 
- Louise-Julie de Mailly-Nesle, comtesse de Mailly (1710-1751), favorite de 1733 à 1739, puis de 1741 à 1742
- Pauline-Félicité de Mailly-Nesle, comtesse de Vintimille (1712-1741), mère de Charles de Vintimille (1741-1814), favorite de 1739 à 1741
- Marie-Anne de Mailly-Nesle, marquise de la Tournelle, duchesse de Châteauroux (1717-1744), favorite de 1742 à 1744
- Jeanne-Antoinette Poisson, épouse Le Normand d'Etiolles, marquise de Pompadour (1721-1764), favorite de 1745 à 1764
- Jeanne Bécu de Cantigny, comtesse du Barry (1743-1793), favorite de 1768 à 1774

Autres maîtresses : 
- Diane-Adélaïde de Mailly-Nesle, duchesse de Lauraguais (1713-1760), en 1741

- Françoise de Chalus, duchesse de Narbonne-Lara (1734-1821), mère de Philippe de Narbonne-Lara (1750-1834) et de Louis-Marie de Narbonne-Lara (1755-1813), liaison de 1749 à 1755
- Irène du Buisson de Longpré ( ?-1767), mère de Julie Filleul (1751-1822), liaison en 1750

- Marie-Louise O'Murphy dite La belle Morphyse (1737-1814), mère d'Adélaïde de Saint-André (1754-1774), liaison de 1752 à 1755
- Marie-Anne de Mailly-Rubempré, marquise de Coislin (1732-1817) en 1755
- Marguerite-Catherine Haynault, marquise de Montmélas (1736-1823), liaison de 1759 à 1766

- Anne Couppier de Romans, baronne de Meilly-Coulonge (1737-1808), mère de Louis-Aimé de Bourbon (1762-1787), seul enfant naturel que Louis XV légitimera, liaison de 1760 à 1765
- Lucie Madeleine d'Estaing (1743-1826), liaison de 1760 à 1768
- Louise-Jeanne Tiercelin de La Colleterie, dite Madame de Bonneval (1746-1779), liaison de 1762 à 1764
- Catherine Éléonore Bénard (1740-1769), mère d'Adélaïde de Saint-Germain (1769-1850), liaison en 1768
- Marie Thérèse Françoise Boisselet (1731-1800), mère de Charles Louis Cadet de Gassicourt (1769-1821), liaison en 1768

### NapoléonIer(1769-1821)
Maîtresse d'importance :
- Marie Walewska (1786-1817), mère d'Alexandre Colonna Walewski (1810-1868), de 1807 à 1810

Autres maîtresses :
- Pauline Fourès (1778-1869), de 1798 à 1799
- Giuseppina Grassini (1773-1850), en 1800
- Mademoiselle George (1787-1867), de 1802 à 1804
- Élisabeth Le Michaud d'Arçon de Vaudey (1773-1863), en 1804
- Marie-Antoinette Papin, comtesse Duchâtel (1782-1860), de 1804 à 1805
- Éléonore Denuelle de La Plaigne (1787-1868), mère de Charles Léon (1806-1881)
- Félicité Longrois-Riesener (1786-1847), en 1806
- Carlotta Gazzani (1789-1827), en 1807
- Auguste-Charlotte de Schönberg (1777-1863), espionne au service de l'empereur à partir de 1809
- Albine de Montholon (1779-1848), de 1816 à 1819
- Jeanne-Émilie Leverd (1788-1843)
- Louise-Charlotte de Rigaud de Vaudreuil, comtesse de Serrant (1770-1831)

### Louis XVIII(1755-1824)
- Anne Nompar de Caumont (1758-1842), comtesse de Balbi, baronne de Montfaucon, dans les années 1780 et 1790
- Zoé Talon, comtesse du Cayla (1785-1852), relation certainement platonique de 1814 à 1824

### Charles X(1757-1836)
- Rosalie Duthé (1748-1830), dans les années 1770
- Louise d'Esparbès de Lussan (1764-1804) comtesse de Polastron, de 1785 à 1804

### Napoléon III(1808-1873)
Maîtresses d'importance :
- Harriet Howard (1823-1865), de 1846 à 1852
- Virginia de Castiglione (1837-1899), de 1856 à 1857
- Marie-Anne Walewska (1823-1912), de 1857 à 1861
- Marguerite Bellanger (1838-1886), de 1863 à 1870
- Marie-Clotilde-Élisabeth-Louise de Riquet de Caraman-Chimay (1837-1890)  de 1866 à 1870

Autres maîtresses : 
- Éléonore Vergeot (1820-1886), mère d'Eugène Bure (1843-1910) et d'Alexandre Bure (1845-1882), de 1841 à 1846

- Elisabeth Hugenschmidt (1825-1915), mère présumée d'Arthur Hugenschmidt (1862-1929)
- Valentine Haussmann (1843-1901) avant son mariage en 1865

- Armance Depuille (1830-1913)
- Pascalie Corbière (1828-?)
- Maria Anna Schiess (1812-1880)
- Marie Rayer (1824-1874), épouse de Stanislas d'Escayrac de Lauture